# 格蘭·修特
格蘭·修特（Grant Shaud，1961年2月27日—）是美國的一位演員。他最著名的作品是在1990年代電視情景喜劇墨菲布朗中飾演Miles Silverberg角色。他出生在一個愛爾蘭天主教家庭。